# Nowy Przewóz

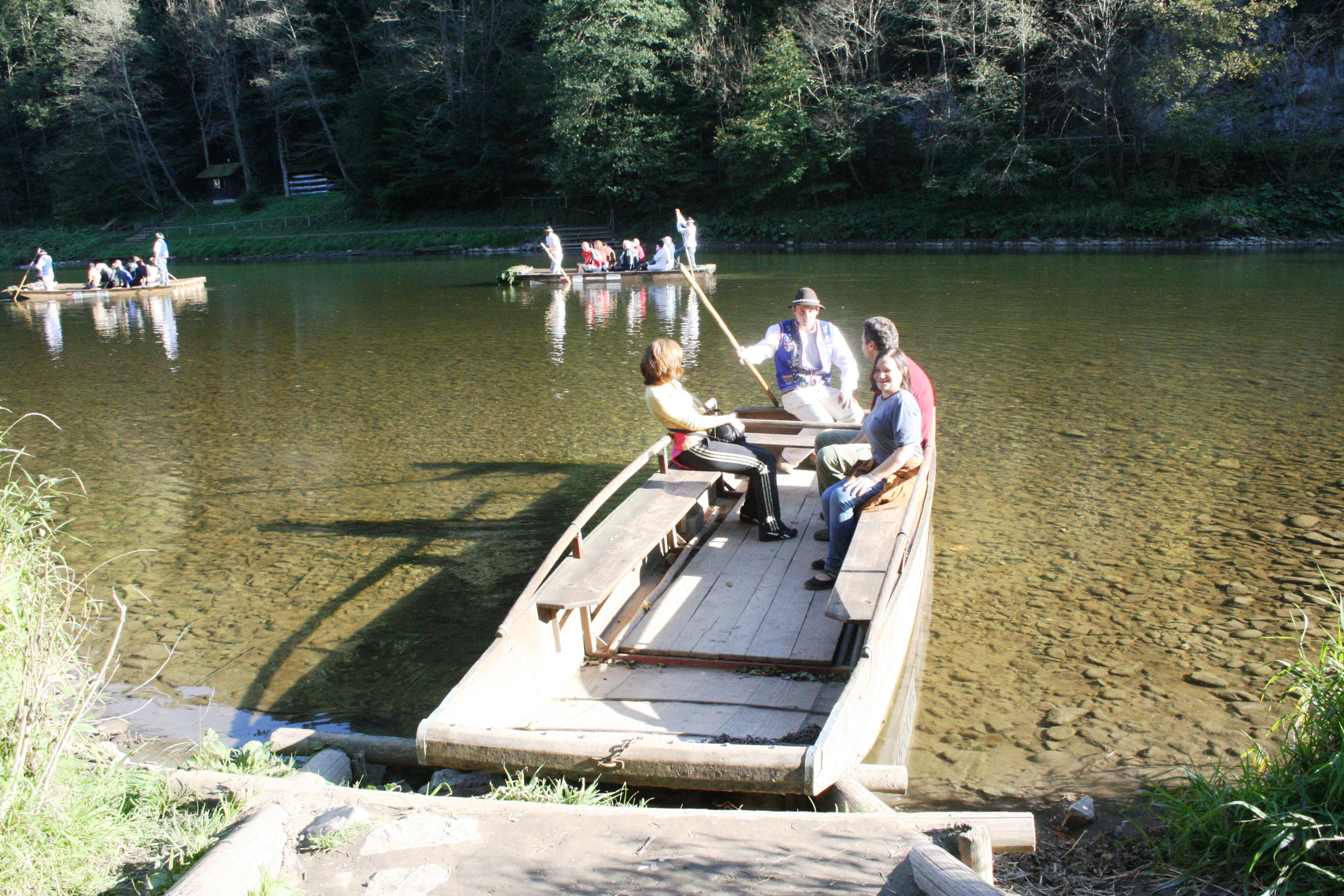
Prom Nowy Przewóz

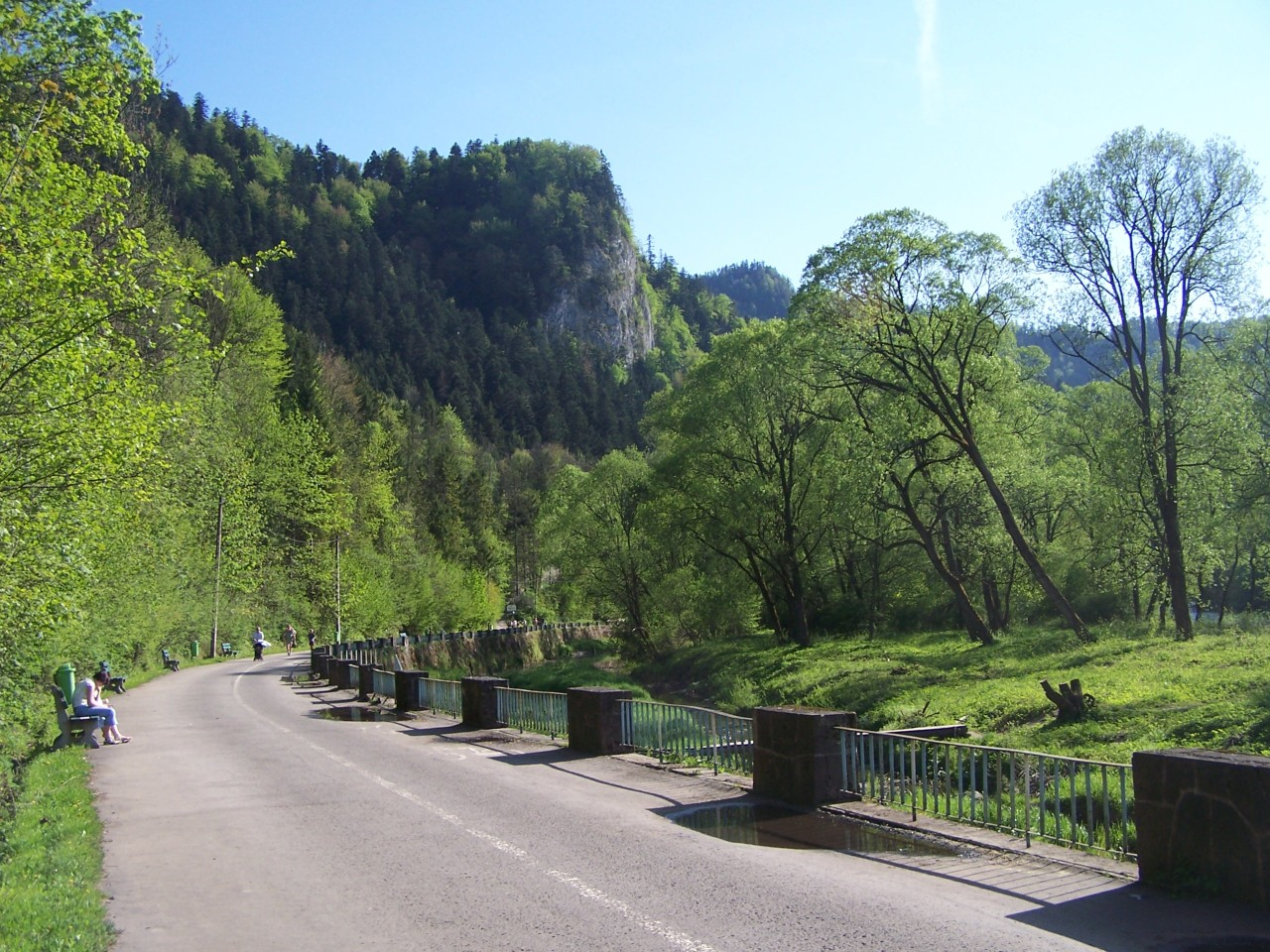
Droga Pienińska i Biała Skała, przy której znajduje się przystań promowa

Nowy Przewóz – przystań promowa w Szczawnicy umożliwiająca przedostanie się na drugą stronę Dunajca. Dla turystów, którzy chcą odbyć pieszą wycieczkę niebieskim szlakiem tzw. Sokolej Perci ze Szczawnicy na Sokolicę, skorzystanie z tego przewozu jest jedyną możliwością odbycia tej wędrówki.
Przystań Nowy Przewóz znajduje się przy Drodze Pienińskiej, przy wybitnej turni zwanej Białą Skałą, powyżej przystani flisackiej, na której wysiadają turyści po spływie Przełomem Pienińskim, powyżej Groty Zyblikiewicza i zaraz obok pawilonu Pienińskiego Parku Narodowego. Czynna jest od 15 kwietnia do końca października, poza tym terminem można umówić się indywidualnie (dotyczy większych grup). Przy mniejszym ruchu turystycznym można również odbyć trwającą około 30 min przejażdżkę tratwami pod Hukową Skałę i Rygle Sokolicy. Na przystani działa wypożyczalnia kajaków i pontonów.
Przeprawa przez Dunajec promem (tratwa) trwa około 7 min, prom zabiera do 16 osób. Po drugiej stronie Dunajca znajduje się niewielka rówień zwana Kras-Zapiece. Z tej strony można wzywać przeprawę za pomocą głosu lub światła latarki.

## Szlak turystyczny
: Szczawnica – Sokola Perć – Trzy Korony. Ze Szczawnicy na Sokolicę 1:15 h (↓ 1 h).